# 金靖均
金靖均（又译金正均，1985年12月23日—，游戏ID：kkOma），是一位韩国英雄联盟职业教练，曾担任SKT战队主教练长达七年时间。kkOma执教SKT战队期间，获得过四次英雄联盟全球总决赛冠军、两次季中邀请赛冠军以及十次LCK联赛冠军。2019年11月27日，宣布离开SKT战队。2019年12月加入VG战队，2020年9月，因为妻子怀孕等家庭原因需要返回韩国，与VG俱乐部协商后解约恢复自由人身份。2020年11月13日，kkOma宣布加入DWG战队担任主教练。

## 选手
在成为职业教练前，kkOma先是在星际争霸2职业联赛中Team Old Generations战队的一名职业选手，ID为LittleBoy。后面由于成绩并不理想，随后他转战英雄联盟OGN联赛并加入Startale战队，担任打野位置，但只打了一个赛季共三场比赛。

## 教练

### 2013年
kkOma加入SKT战队时，战队准备筹划建立一支二队，kkOma便成为了二队教练。
OGN夏季赛决赛中，SKT T1 K战队3-2战胜KT B战队，这是kkOma执教第一个OGN联赛冠军。在S3韩国区域选拔赛中，SKT T1 K战队3-1战胜KTB战队获得参加S3全球总决赛资格，这是kkOma执教第一次参加全球总决赛。
S3全球总决赛决赛中，SKT T1 K战队3-0战队皇族战队，夺得了S3全球总决赛冠军。

### 2014年
OGN冬季赛上，SKT T1 K战队全赛季18连胜并3-0击败Samsung White战队夺得冬季赛冠军。整个冬季赛赛程没有输过一个小场，Kkoma也因此被评选为2013年韩国年度最佳教练。
OGN春季赛上，SKT T1 K战队被Samsung White战队击败，止步季后赛四强。
OGN夏季赛上，SKT T1 K战队被NaJin白盾战队3-1击败，失去通往S4全球总决赛的资格。

### 2015年
拳头发布新规定，每个俱乐部在所属赛区的顶级联赛只能拥有一支队伍，于是SKT战队将K队和S队重组。kkOma将S队中单Easyhoon提上来与Faker轮换，这种轮换让SKT战队在日后BP中拥有两种截然不同的体系。
2015年LCK春季赛和夏季赛，SKT战队均夺得冠军。MSI季中邀请赛决赛上，SKT战队3-2输给EDG战队，kkOma在第五局鼓励Faker选用勒布朗，但被EDG战队用中单魔甘娜完美限制住Faker的发挥。
2015年全球总决赛上，SKT战队3-1击败KOO战队再次夺得冠军，这也是kkOma教练执教的第二个世界冠军。

### 2016年
2016年LCK春季赛季后赛，SKT战队3-1击败Rox Tiger战队夺得LCK春季赛冠军。
2016年MSI季中邀请赛，SKT战队3-1击败RNG战队挺进决赛。决赛上，SKT战队3-0击败CLG战队获得冠军。
2016年LCK夏季赛，SKT战队3-2输给KT战队，以LCK二号种子参加S6全球总决赛。
S6全球总决赛决赛上，kkOma在赛点局将Bengi换上，Bengi凭借奈德利、李星和Faker極靈、奧莉安娜完美配合连拿两局，最终SKT战队3-2击败ROX Tigers战队挺进决赛。决赛中，SKT战队3-2击败SSG战队再一次夺冠，这是kkOma执教的第三个世界冠军。
世界赛结束后，拳头设计冠军造型时也给kkOma设计了一个监视图腾的造型，这也是英雄联盟第一个拥有造型的教练。

### 2017年
S7全球总决赛决赛，SKT战队0-3输给SSG战队，获得亚军。
2017年11月24日，kkOma晋升SKT战队主教练。虽然队内有教练PoohManDu和Bengi，但BP期间大多数选择仍是kkOma在抉择。

### 2018年
2018年LCK夏季赛，由于队内成绩不佳，kkOma启用了替补中单Pirean，再次将Faker换到了替补席上。
S8韩国区域资格赛中，SKT战队在第一轮2:3不敌Gen.G战队，被淘汰并无缘S8全球总决赛。

### 2019年
kkOma晋升管理层，担任队伍监督，但某些重要比赛他仍旧坚持亲自下场BP。
2019年11月27日，kkOma宣布离开SKT战队，将前往LPL赛区的VG战队。kkOma表示他加入VG战队不全为了是薪水，他本可以要求更高的薪水，他加入位于LPL成绩排名较后的队伍更多是想挑战自己。

### 2020年
2020年9月，因为妻子怀孕等家庭原因需要返回韩国，与VG俱乐部协商后解约恢复自由人身份。
2020年11月13日，kkOma宣布加入DWG战队担任主教练，随后28日有媒体称本来在FPX战队的Khan在转会期有退役的想法，但在教练kkOma的力邀下以较低的薪资加入DWG战队。

## 成就

### 个人奖项
- 2013年韩国年度最佳教练

### 团队奖项
- 2013年OGN夏季赛冠军
- 2013年全球总决赛冠军
- 2014年OGN冬季赛冠军
- 2015年OGN春季赛冠军
- 2015年OGN夏季赛冠军
- 2015年全球总决赛冠军
- 2016年LCK春季赛冠军
- 2016年全球总决赛冠军
- 2017年LCK春季赛冠军
- 2017年全球总决赛亚军
- 2019年LCK春季赛冠军
- 2019年LCK夏季赛冠军
- 2021年LCK春季赛冠军
- 2021年LCK夏季赛冠军
- 2024年全球总决赛冠军